# 대전노은초등학교
대전노은초등학교(大田老隱初等學校)는 대한민국 대전광역시 유성구 노은동에 있는 공립 초등학교이다

## 학교 연혁
- 2002. 09. 01 개교(18학급편성, 유치원 2학급)
- 2002. 12. 27 교육인적자원부 주관 우수시설학교 지정(설계부문)
- 2003. 02. 17 제1회 졸업(졸업생 누계 127명)
- 2003. 03. 01 32학급 편성
- 2003. 05. 20 대전광역시교육청 교실수업개선 시범학교 지정
- 2003. 06. 26 학교숲가꾸기 시범학교 선정
- 2004. 02. 13 제2회 졸업(졸업생 누계 303명)
- 2004. 03. 01 32학급 편성
- 2004. 06. 04 대전광역시교육청 교실수업개선 시범 운영 보고
- 2004. 12. 30 난치병 학생 돕기 사랑의 릴레이 우수학교
- 2005. 02. 18 제3회 졸업(졸업생 누계 500명)
- 2005. 03. 01 35학급 편성(특수학급1학급 포함), 유치원 특수학급 신설
- 2005. 03. 01 녹색학교 조성사업 선정
- 2006. 02. 17 제4회 졸업(졸업생 누계 717명)
- 2006. 03. 01 42학급 편성(특수학급1학급 포함), 유치원(3학급)
- 2007. 02. 16 제5회 졸업(졸업생 누계 959명)
- 2007. 03. 01 40학급 편성(특수학급1학급 포함), 유치원(3학급)
- 2008. 02. 22 제6회 졸업(졸업생 누계 1,150명)
- 2008. 03. 01 42학급 편성(특수학급1학급 포함), 유치원(3학급)
- 2009. 02. 19 제7회 졸업(졸업생 누계 1,411명)
- 2009. 03. 01 42학급 편성(특수학급1학급 포함), 유치원(3학급)
- 2009. 03. 01 공주교육대학교 대용부설초등학교 지정운영
- 2010. 02. 18 제8회 졸업(졸업생 누계 1,664명)
- 2010. 03. 01 41학급 편성(특수학급1학급 포함), 유치원(3학급)
- 2011. 02. 17 제9회 졸업(졸업생 누계 1,869명)
- 2011. 03. 01 41학급 편성(특수학급1학급 포함), 유치원(3학급)
- 2011. 12. 29 교육활동 우수학교 선정
- 2011. 12. 30 인성교육 우수브랜드학교 선정
- 2012. 02. 01 2011학년도 학교교육활동 종합평가 최우수학교선정
- 2012. 02. 15 제10회 졸업(졸업생 누계 2,109명)
- 2012. 03. 01 41학급 편성(특수학급1학급 포함), 유치원(3학급)
- 2013. 02. 15 제11회 졸업(졸업생 누계 2,361명)
- 2013. 03. 01 41학급 편성(특수학급1학급 포함, 유치원(3학급)
- 2014. 02. 14 제12회 졸업(졸업생 누계 2,557명)
- 2014. 03. 01 41학급 편성(특수학급1학급 포함, 유치원(5학급)
- 2015. 02. 13 제13회 졸업(졸업생 누계 2,740명)
- 2015. 03. 01 유치원-단설유치원으로 분리(노은누리유치원), 공주교육대학교 대용 부설초등학교 재지정
- 2015. 03. 01 41학급 편성(특수학급1학급 포함)

## 참고 자료
- 대전노은초등학교 - 한국교육학술정보원 학교알리미